# 小峰顕一
小峰 顕一（こみね けんいち、1933年7月10日 - 2012年3月20日）は、日本の経営者。セコム社長を務めた。東京都出身。

## 経歴
神奈川県立湘南高等学校を経て、1956年に学習院大学政経学部を卒業し、同年に日本勧業銀行に入行。
1970年に日本警備保障(のちのセコム)に転じ、1976年12月に取締役に就任し、1981年3月に常務、1986年2月に専務を経て、1990年2月に社長に就任。1995年6月に取締役相談役に就任。
2012年3月20日食道がんのために死去。78歳没。